# Hrcko
Hrcko, mjesečni časopis za djecu na hrvatskome jeziku izlazi kao podlistak Hrvatske riječi.To je jedini list namijenjen djeci, a koji je ikada izlazio na prostorima Vojvodine i Srbije.Pokretač lista je Zvonimir Perušić.

## O časopisu
Cilj časopisa je afirmiranje hrvatskog jezika kod djece, razvijanje svijesti o pripadnosti hrvatskom narodu, upoznavanje s vrijednostima koje u sebi sadrži hrvatski nacionalni identitet i uvođenje djece u svijet književnosti hrvatskih i svjetskih autora, ali i autora Hrvata iz Vojvodine. 
Prvi broj časopisa izašao je iz tiska koncem 2003. godine i promoviran je 27.prosinca 2003. 
Hrvatsko nacionalno vijeće, a na prijedlog predsjednika IO HNV-a, Laze Vojnić Hajduka podržalo je ovaj projekat te je postignut dogovor sa  Pokrajniskim tajništvom za informiranje AP Vojvodine o sustavnom financiranju ovog podlistka.
Od travnja 2005. časopis izlazi kao mjesečnik.

## Sadržaj
Hrcko ima stalne rubrike kao: Knjiga baš za mene, Razgovor s vršnjacima, PTT dopisivanje, Kutak za mame i tate, Jezični savjetnik, Elementi narodnoga blaga, Vijesti iz škole, Vijesti is KUD-ova, Ikavica i druge. 
Urednica Hrcka od osnutka je Ivana Petrekanić Sič-